# شادي الهمامي
شادي الهمامي (مواليد 14 يونيو 1986) لاعب كرة قدم تونسي يجيد اللعب في مركز الوسط .

## روابط خارجية
- شادي الهمامي على موقع الاتحاد الدولي (مؤرشف)  (الإنجليزية)
- شادي الهمامي على موقع قاعدة بيانات كرة القدم.إي يو (الإنجليزية)
- شادي الهمامي على موقع ناشيونال فوتبول تيمز (الإنجليزية)
- شادي الهمامي على موقع Soccerway.com (الإنجليزية)
- شادي الهمامي على موقع عالم كرة القدم.نت (الإنجليزية)